# جون جاكوب أستور الثالث
جون جاكوب أستور الثالث (بالإنجليزية: John Jacob Astor III)‏ (10 يونيو 1822 - 22 فبراير 1890) كان ممول وفاعل خير أمريكي وعضو بارز في عائلة أستور العريقة.